# Medalles del Cercle d'Escriptors Cinematogràfics de 2001
La cerimònia de lliurament de les medalles del Cercle d'Escriptors Cinematogràfics de 2001 va tenir lloc el 21 de gener de 2002 al Cine Palafox de Madrid i fou presentada per Marta Belaustegui i Carlos Ysbert. Va comptar amb el patrocini de la Comunitat de Madrid, l'EGEDA, la Fundació per al Foment de la Cultura, TVE i el canal Studio Universal.
Els premis tenien per finalitat distingir als professionals del cinema espanyol i estranger pel seu treball durant l'any 2001. Es van concedir les mateixes medalles que a l'edició anterior, però se separaren la labor periodística de la labor literària, en total 16 premis. Es va concedir un premi homenatge a l'actriu María Isbert.
Després del lliurament de medalles es va projectar en primícia la pel·lícula Una ment meravellosa de Ron Howard en versió original subtitulada.

## Pel·lícules candidates
| Pel·lícula                          | Nominacions | Premis |
| ----------------------------------- | ----------- | ------ |
| Los otros                           | 7           | 3      |
| Sin noticias de Dios                | 4           | 1      |
| En construcció                      | 3           | 1      |
| El cielo abierto                    | 3           | 1      |
| El hijo de la novia                 | 3           | 1      |
| Intacto                             | 3           | 2      |
| Sólo mía                            | 2           | 0      |
| La fuga                             | 2           | 0      |
| Aunque tú no lo sepas               | 2           | 1      |
| Sin vergüenza                       | 2           | 0      |
| El viaje de Arián                   | 1           | 0      |
| Buñuel y la mesa del rey Salomón    | 1           | 0      |
| Silencio roto                       | 1           | 1      |
| Juana la Loca                       | 1           | 1      |
| El vell que llegia novel·les d'amor | 1           | 0      |

## Premis per categoria
| Millor pel·lícula | Millor direcció |
| --- | --- |
| - En construcció - Los otros - El cielo abierto | - Alejandro Amenabar per Los otros - José Luis Guerín per En construcció - Agustín Díaz Yanes per Sin noticias de Dios |
| Millor actor protagonista | Millor actriu protagonista |
| - Sergi López i Ayats per El cielo abierto - Miguel Angel Solá per La fuga - Ricardo Darín per El hijo de la novia                                                   | - Pilar López de Ayala per Juana la Loca - Paz Vega per Sólo mía - Nicole Kidman per Los otros |
| Millor actor secundari | Millor actriu secundària |
| - Héctor Alterio per El hijo de la novia - El Gran Wyoming per Buñuel y la mesa del rey Salomón - Gael García Bernal per Sin noticias de Dios                        | - Mercè Sampietro per Silencio roto - Norma Aleandro per El hijo de la novia - Rosa Maria Sardà per Sin vergüenza |
| Millor guion original | Millor guió adaptat |
| - Alejandro Amenábar per Los otros - Miguel Albaladejo i Elvira Lindo per El cielo abierto - Joaquim Oristrell, Dominic Harari i Teresa de Pelegrí per Sin vergüenza | - Juan Vicente Córdoba amb Antonio Conesa, María Reyes Arias, José Manuel Benayas i Rafa Russo per Aunque tú no lo sepas - Rolf de Heer per El vell que llegia novel·les d'amor - Jorge Goldenberg, Graciela Maglie i Eduardo Mignogna per La fuga |
| Premi revelació | Millor fotografia |
| - Juan Carlos Fresnadillo per Intacto - Javier Balaguer per Sólo mía - Eduard Bosch per El viaje de Arián                                                            | - Javier Aguirresarobe per Los otros - Xavi Giménez per Intacto - Paco Femenía per Sin noticias de Dios |
| Millor música | Millor muntatge |
| - Bernardo Bonezzi per Sin noticias de Dios - Ángel Illarramendi per Aunque tú no lo sepas - Alejandro Amenábar per Los otros                                        | - Nacho Ruiz Capillas per Intacto - Nacho Ruiz Capillas per Los otros - Mercedes Álvarez i Núria Esquerra per En construcció |
| Millor pel·lícula estrangera | |
| - Desitjant estimar, de Wong Kar-wai Hong Kong - Moulin Rouge! de Baz Luhrmann Estats Units - Amélie de Jean-Pierre Jeunet França                                    | |
| Medalla d'honor | |
| María Isbert | |
| Medalla a la labor literària | |
| La promesa de Shanghai de Víctor Erice (Ed. Areté-Plaza & Janés) | |
| Medalla a la labor periodística | |
| El séptimo vicio (Radio 3) | |